# Deandre Kerr
Deandre Christopher Kerr (Ajax, 29 novembre 2002) è un calciatore canadese, attaccante del Toronto FC.

## Carriera

### Club
Il 21 gennaio 2022 viene ingaggiato dal Toronto FC come Homegrown Player. Esordisce in MLS il 26 febbraio, in occasione dell'incontro pareggiato per 1-1 contro l'FC Dallas. Realizza la sua prima rete in campionato il 24 aprile, nell'incontro perso per 5-4 contro il New York City.

### Nazionale
Ha giocato nelle nazionali giovanili canadesi Under-15 ed Under-17.

## Statistiche

### Presenze e reti nei club
Statistiche aggiornate al 5 ottobre 2024.
| Stagione        | Squadra         | Campionato      | Campionato | Campionato | Coppe nazionali | Coppe nazionali | Coppe nazionali | Coppe continentali | Coppe continentali | Coppe continentali | Altre coppe | Altre coppe | Altre coppe | Totale | Totale |
| Stagione        | Squadra         | Comp            | Pres       | Reti       | Comp            | Pres            | Reti            | Comp               | Pres               | Reti               | Comp        | Pres        | Reti        | Pres   | Reti   |
| --------------- | --------------- | --------------- | ---------- | ---------- | --------------- | --------------- | --------------- | ------------------ | ------------------ | ------------------ | ----------- | ----------- | ----------- | ------ | ------ |
| 2020            | Toronto FC      | MLS             | 0          | 0          | CC              | 1               | 0               | -                  | -                  | -                  | -           | -           | -           | 1      | 0      |
| 2022            | Toronto FC      | MLS             | 26         | 3          | CC              | 1               | 0               | -                  | -                  | -                  | -           | -           | -           | 27     | 3      |
| 2023            | Toronto FC      | MLS             | 23         | 5          | CC              | 1               | 0               | -                  | -                  | -                  | LC          | 2           | 0           | 26     | 5      |
| 2024            | Toronto FC      | MLS             | 26         | 3          | CC              | 4               | 5               | -                  | -                  | -                  | LC          | -           | -           | 30     | 8      |
| Totale carriera | Totale carriera | Totale carriera | 75         | 11         |                 | 7               | 5               |                    | -                  | -                  |             | 2           | 0           | 84     | 16     |

## Palmarès

### Individuale
- Capocannoniere del Canadian Championship: 1

2024 (5 reti)